# タヒーナ

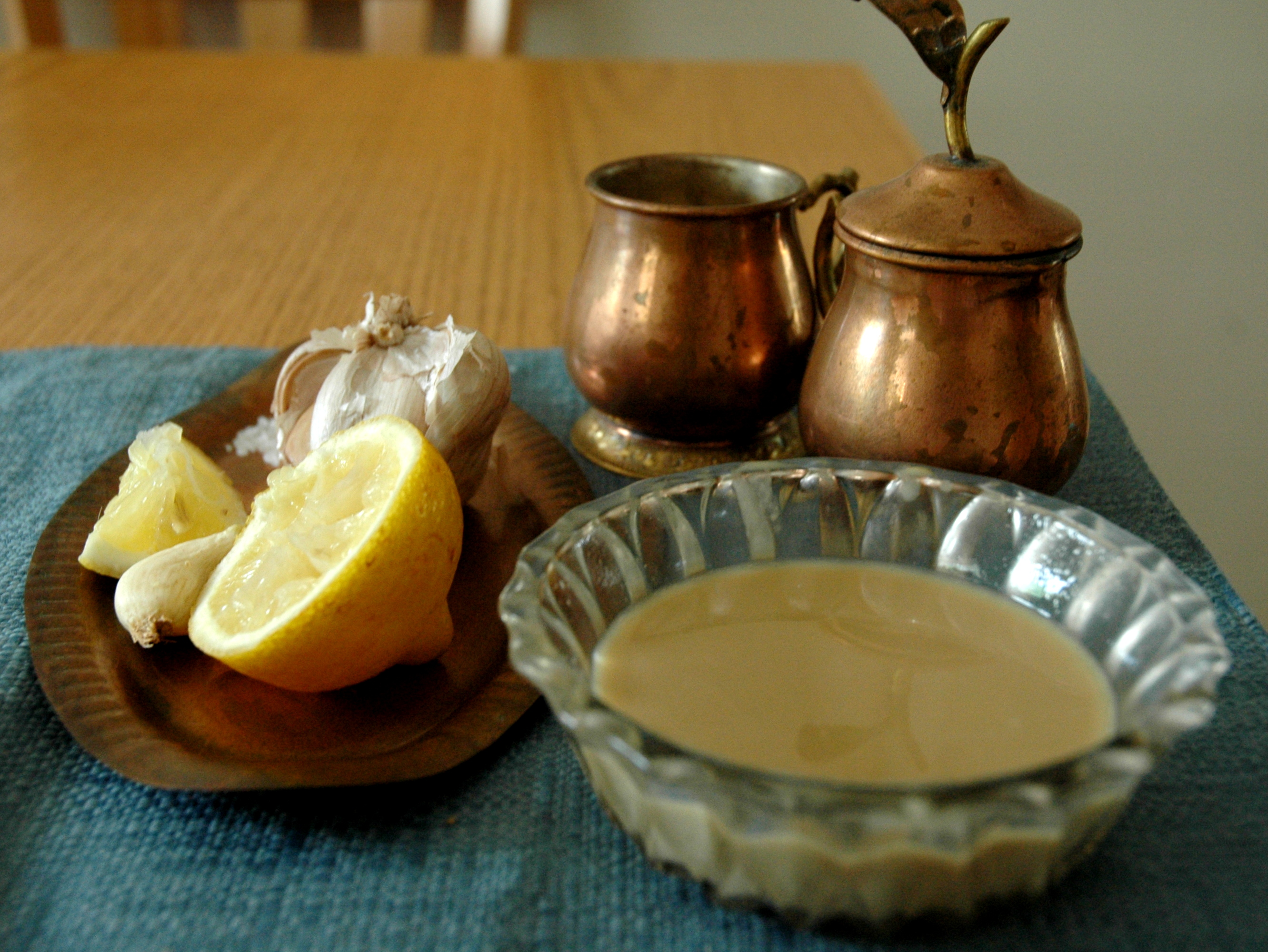
タヒーナ(タヒーネ/タヒーニ)とレモン、ニンニク

タヒーナとは、挽いた炒りゴマを主原料としたペースト・ディップ状の食材で、中東などで用いられている。
アラビア語で「（臼などで）挽かれたもの」を意味し、皮の有無によって皮無しの白タヒーナ（طَحِينَة بَيْضَاء, ṭaḥīna bayḍāʾ/baiḍāʾ, タヒーナ・バイダー(ッ), 「白いタヒーナ」の意）と皮つきの薄茶色い赤タヒーナ（طَحِينَة حَمْرَاء, ṭaḥīna ḥamrāʾ, タヒーナ・ハムラー(ッ), 「赤いタヒーナ」の意）とに分かれる。
単体でディップとして食される以外にも、肉料理にかけるソースとして用いられたり、フンムス（ホンモス/フムス）やバーバー・ガンヌージュ/バーバー・ガンヌーシュ（口語発音：ババ・ガンヌージュ、ババ・ガンヌーシュ等、一般的カタカナ表記：ババガヌーシュ）などの材料として用いられるなどしている。
中華料理における芝麻醤に似た食材。また日本の練り胡麻にも似ているが、タヒーナは本来練る工程を経ないで作られるゴマディップであり製法としては異なる。

## 名称と表記

### アラビア語

#### 発音と表記
طَحِينَة
文語アラビア語（フスハー）発音：ṭaḥīna(h), タヒーナ
طَْحِينَة
口語（アーンミーヤ）・方言発音(1)：ṭ(a)ḥīne, タヒーネ
口語（アーンミーヤ）・方言発音(2)：ṭ(a)ḥīni, タヒーニ ◀英語圏で多用されている tahini 表記の由来
طِحِينَة
口語（アーンミーヤ）・方言発音(3)：ṭiḥīna, ティヒーナ
口語（アーンミーヤ）・方言発音(4)：ṭeḥīna, テヒーナ
口語（アーンミーヤ）・方言発音(5)：ṭeḥīne, テヒーネ

#### 意味
動詞 طَحَنَ（ṭaḥana, タハナ, 「（臼などで）～を挽く、～を粉にする」の意）の受動分詞 مَطْحُونٌ（maṭḥūn, マトフーン, 「挽かれた、粉にされた（もの）」の意）と同じ意味合いを持つ名詞・形容詞 طَحِينٌ（ṭaḥīn, タヒーン , 「挽かれた、粉にされた（もの）：穀粉」の意）に女性名詞・形容詞化機能などを持つ ة（ター・マルブータ）を加えた語が由来。
文語発音は طَحِينَة（ṭaḥīna(h), タヒーナ）で、「（臼で）挽かれたもの」という意味であるとされている。

### 英語
tahini（ /təˈhiːni/, タヒーニ）
tahini（/tɑːˈhiː.ni/, ターヒーニ）
tahina（/təˈhiːnə/, タヒーナ）

### 日本語
文語・口語アラビア語それぞれの発音や英語など諸語における発音に依拠したカタカナ化がなされていることから、タヒーナ、タヒナ、タヒーネ、タヒネ、タヒーニ、タヒニ、テヒーナ、テヒナなどが混在している。

## 種類

### 白タヒーナと赤タヒーナ
皮の有無によって、皮を除去した白タヒーナ（طَحِينَة بَيْضَاء, ṭaḥīna bayḍāʾ/baiḍāʾ, タヒーナ・バイダー(ッ), 「白いタヒーナ」の意）と皮を残したままの薄茶色い赤タヒーナ（طَحِينَة حَمْرَاء, ṭaḥīna ḥamrāʾ, タヒーナ・ハムラー(ッ), 「赤いタヒーナ」の意）とに大別される。
栄養価は皮も含めて挽いた薄茶色の赤タヒーナの方が高い。
なお、本来皮つきのまま石臼で挽いて作るタヒーナは白とは異なる色のタヒーナを得る・より健康に良いタヒーナを食すといった目的でそうしていたのではなく、挽いた時に出るかすを家畜の飼料としたり別の料理に再利用したりするといった理由から行われていたという。

### 焙煎ゴマを使った一般的なタヒーナと生タヒーナ
日本では「タヒーニは生のゴマを挽いて作られる」「タヒーニが白いのは未焙煎の生のゴマから作られているから」と説明している記事が多いが、アラブ諸国で売られている白いタヒーナ（タヒーネ/タヒーニ）は皮を除去してから焙煎していることが一般的である。
焙煎しない生のゴマを使ったものは英語圏で raw tahini（生タヒーニ）、アラビア語圏では طَحِينَة خَام（ṭaḥīna khām, タヒーナ・ハーム, 「生タヒーナ」の意）と呼ばれ区別されている。

## 作り方

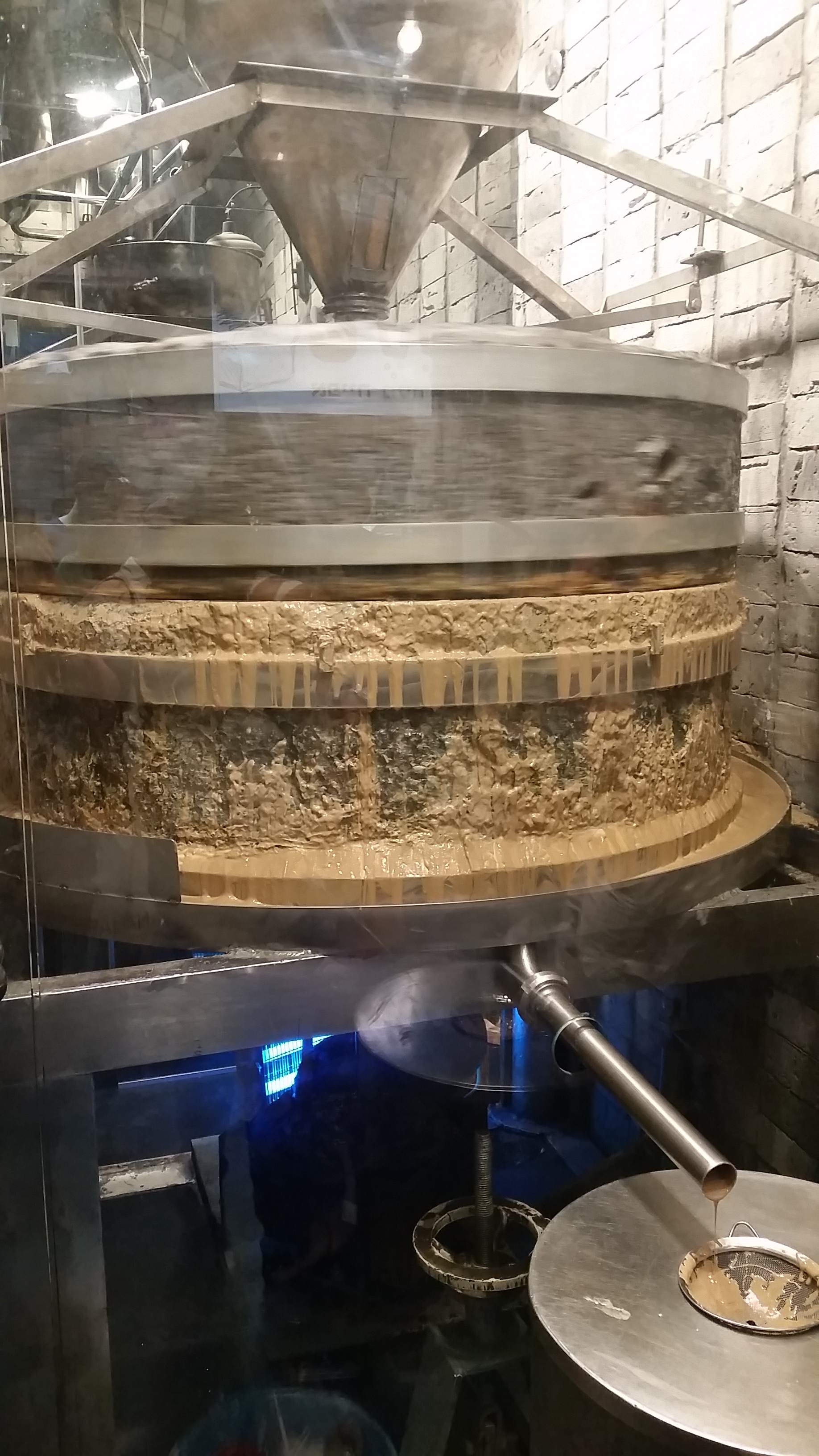
上から投入されたゴマが石臼で挽かれタヒーナ汁となり下から出てくる

タヒーナ（タヒーネ/タヒーニ）はゴマから作られる。製造所 مَعْصَر（maʿṣar, マアサル, 「圧搾所、搾る場所」の意味） における昔ながらの製法では今でも石臼が使われている。

### 皮無し白タヒーナの工業的製法
1. ゴマを水に投入し皮を柔らかくする。皮の中につまっている実が膨張することで外皮が押されて破れやすくなる。
2. 皮むき機に入れ、実から皮を分離する。撹拌によるゴマ同士の摩擦により自然に皮が外れていく。不要な皮は家畜の餌として再利用されるなどする。
3. 塩水に入れて浮力で実を浮かせ、皮などの余計な部分を沈める。浮いたゴマをすくい取る。
4. 真水に入れ3の工程とは逆にゴマの実を沈ませ、皮などの余計な部分を浮かせる。
5. 釜の中で焙煎を行う。
6. ふるいにかけてゴマの実を選り分け、不純物の最終的な除去を実施する。
7. 石臼や電動圧搾機に入れすり下ろされた汁を容器で取る。
8. 粉粒の大きさまですりつぶされたゴマの果肉と油分とが混ざりあったタヒーナの汁が完成。

### 家庭向け白タヒーナの作り方
1. 買ってきたゴマをフライパンなどで軽く炒る。
2. 電動フードプロセッサーに炒ったゴマを入れ、柔らかくなるまで回す。
3. 自分が希望するとろみがつくまで食用油（サラダ油など）を少しずつ加えていく。
4. 塩をふって味付けする。
5. 必要に応じて香辛料などを加える。

### 家庭向け薄茶色い赤タヒーナの作り方
- 買ってきたゴマをフライパンなどで炒る。白タヒーナの時よりも長めの時間をかけて炒り、色を濃いめにする。
- 電動フードプロセッサーに炒ったゴマを入れ、柔らかくなるまで回す。
- 自分が希望するとろみがつくまで食用油（サラダ油など）を少しずつ加えていく。
- 塩をふって味付けする。
- 必要に応じて香辛料などを加える。